# Monchecourt
Monchecourt est une commune française située dans le département du Nord, en région Hauts-de-France.

## Géographie

### Localisation
Monchecourt est un bourg de l'Ostrevent dans l'ancien bassin minier du Nord-Pas-de-Calais, situé à 16 km de Douai , 19 km de Cambrai, 20 km de Valenciennes.
Le sentier de grande randonnée de pays GRP du bassin minier Nord-Pas-de-Calais y passe.
La commune se trouve dans l'aire d'attraction de Douai et dans sa zone d'emploi, ainsi que dans le bassin de vie de Somain. Elle est la ville-centre de son unité urbaine.

### Communes limitrophes
Les communes limitrophes sont Masny, Villers-au-Tertre, Auberchicourt, Émerchicourt, Erchin, Fressain et Marcq-en-Ostrevent.
| Erchin            | Masny       | Auberchicourt      |
| Villers-au-Tertre | Monchecourt | Émerchicourt       |
| Fressain          |             | Marcq-en-Ostrevent |

### Géologie et relief
La superficie de la commune est de 6,77 km2 ; son altitude varie de 48  à   66 mètres.

### Hydrographie

#### Réseau hydrographique

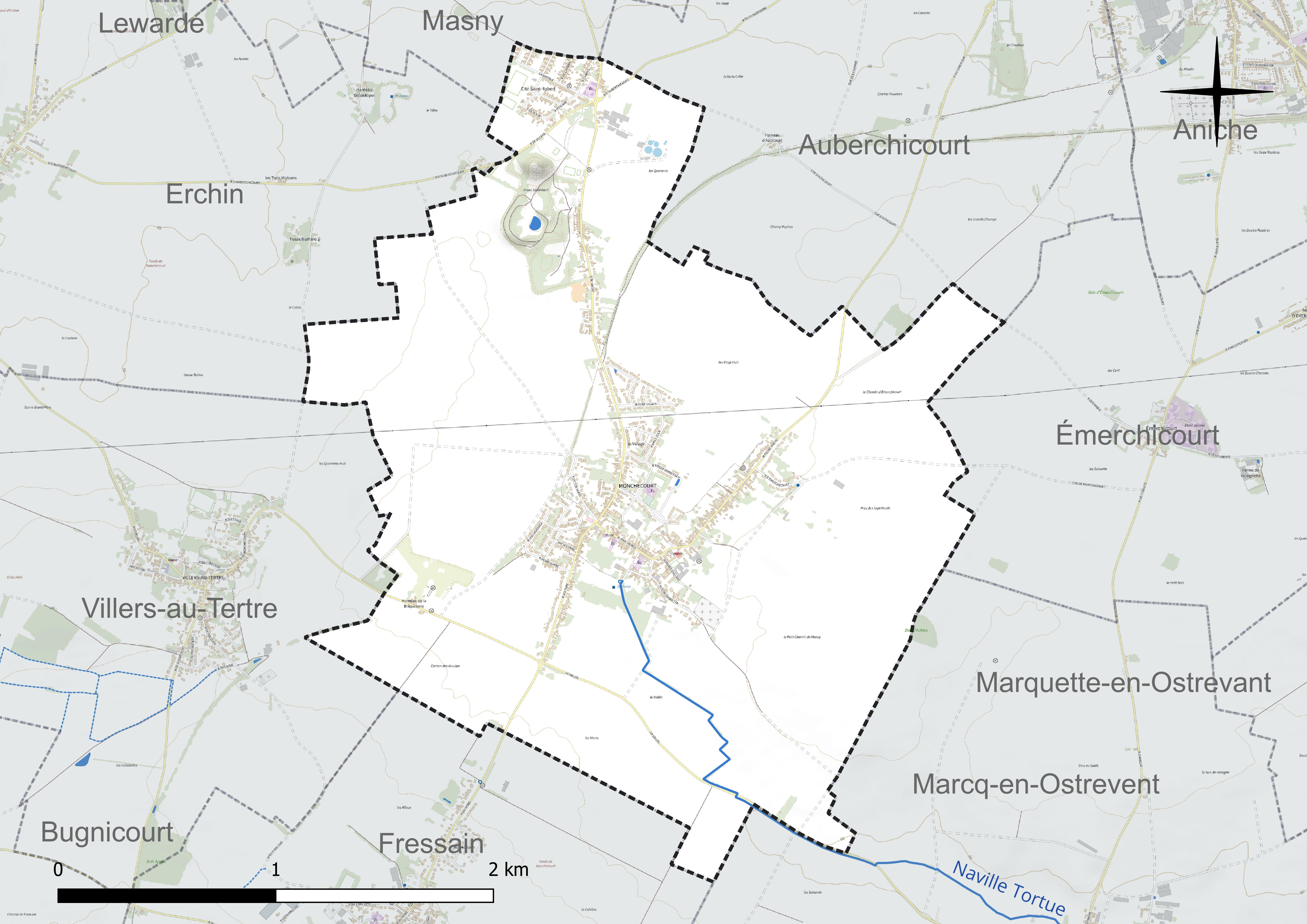
Réseau hydrographique de Monchecourt.

La commune est située dans le bassin Artois-Picardie.
Elle est drainée par la Naville Tortue ou Riot des Glennes,.

#### Gestion et qualité des eaux
Le territoire communal est couvert par le schéma d'aménagement et de gestion des eaux (SAGE) « Scarpe aval ». Ce document de planification concerne un territoire de 624 km2 de superficie, délimité par le bassin versant de la Scarpe aval, comprenant la Pévèle, la plaine de la Scarpe et le bassin minier avec l'Ostrevent. Le périmètre a été arrêté le 18 mars 1997 et le SAGE proprement dit a été approuvé le 12 mars 2009, puis révisé le 5 juillet 2021. La structure porteuse de l'élaboration et de la mise en œuvre est le parc naturel régional Scarpe-Escaut.
La qualité des cours d'eau peut être consultée sur un site dédié géré par les agences de l'eau et l'Agence française pour la biodiversité.

### Climat
Pour des articles plus généraux, voir Climat des Hauts-de-France et Climat du Nord.
En 2010, le climat de la commune est de type climat océanique dégradé des plaines du Centre et du Nord, selon une étude du CNRS s'appuyant sur une série de données couvrant la période 1971-2000. En 2020, Météo-France publie une typologie des climats de la France métropolitaine dans laquelle la commune est exposée à un climat océanique et est dans la région climatique Nord-est du bassin Parisien, caractérisée par un ensoleillement médiocre, une pluviométrie moyenne régulièrement répartie au cours de l'année et un hiver froid (3 °C).
Pour la période 1971-2000, la température annuelle moyenne est de 10,4 °C, avec une amplitude thermique annuelle de 14,7 °C. Le cumul annuel moyen de précipitations est de 703 mm, avec 11,9 jours de précipitations en janvier et 9,2 jours en juillet. Pour la période 1991-2020, la température moyenne annuelle observée sur la station météorologique la plus proche, située sur la commune de Douai à 12 km à vol d'oiseau, est de 11,0 °C et le cumul annuel moyen de précipitations est de 729,2 mm,. Pour l'avenir, les paramètres climatiques de la commune estimés pour 2050 selon différents scénarios d'émission de gaz à effet de serre sont consultables sur un site dédié publié par Météo-France en novembre 2022.

## Urbanisme

### Typologie
Au 1er janvier 2024, Monchecourt est catégorisée bourg rural, selon la nouvelle grille communale de densité à sept niveaux définie par l'Insee en 2022.
Elle appartient à l'unité urbaine de Monchecourt, une unité urbaine monocommunale constituant une ville isolée,.
Par ailleurs la commune fait partie de l'aire d'attraction de Douai, dont elle est une commune de la couronne,. Cette aire, qui regroupe 61 communes, est catégorisée dans les aires de 50 000 à moins de 200 000 habitants,.

### Occupation des sols

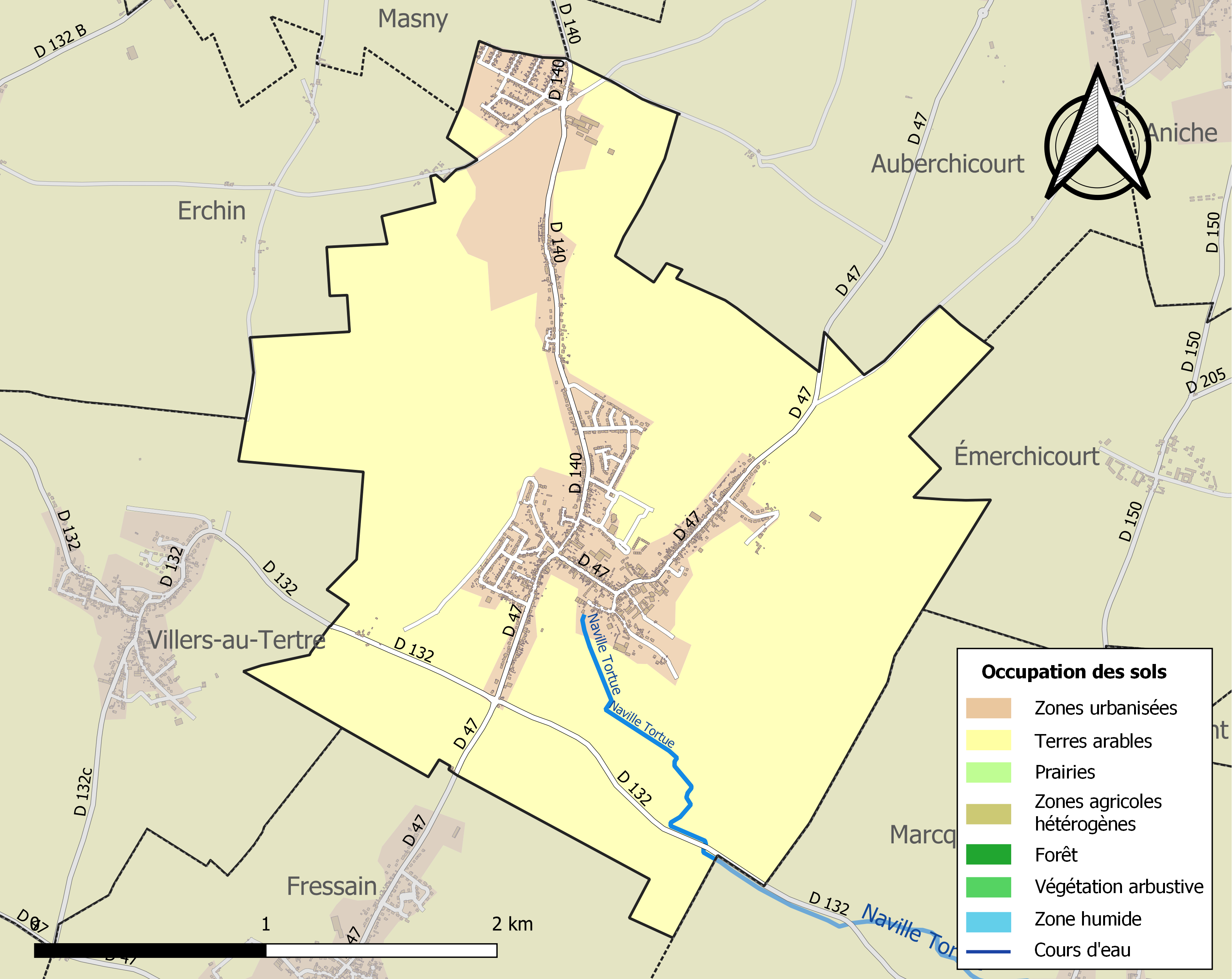
Carte des infrastructures et de l'occupation des sols de la commune en 2018 (CLC).

L'occupation des sols de la commune, telle qu'elle ressort de la base de données européenne d'occupation biophysique des sols Corine Land Cover (CLC), est marquée par l'importance des territoires agricoles (82,8 % en 2018), en diminution par rapport à 1990 (85,1 %).
La répartition détaillée en 2018 est la suivante : terres arables (82,8 %), zones urbanisées (17,2 %).
L'évolution de l'occupation des sols de la commune et de ses infrastructures peut être observée sur les différentes représentations cartographiques du territoire : la carte de Cassini (XVIIIe siècle), la carte d'état-major (1820-1866) et les cartes ou photos aériennes de l'IGN pour la période actuelle (1950 à aujourd'hui).

### Habitat et logement
En 2021, le nombre total de logements dans la commune était de 1 065, alors qu'il était de 1 002 en 2016 et de 990 en 2011.
Parmi ces logements, 93,6 % étaient des résidences principales, 0,6 % des résidences secondaires et 5,9 % des logements vacants. Ces logements étaient pour 97,1 % d'entre eux des maisons individuelles et pour 2,8 % des appartements.
Le tableau ci-dessous présente la typologie des logements à Monchecourt en 2021 en comparaison avec celle du Nord et de la France entière. Une caractéristique marquante du parc de logements est ainsi la faible proportion des résidences secondaires et logements occasionnels (0,6 %) par rapport au département (1,8 %) et à la France entière (9,7 %).
| Typologie                                               | Monchecourt | Nord | France entière |
| ------------------------------------------------------- | ----------- | ---- | -------------- |
| Résidences principales (en %)                           | 93,6        | 90,9 | 82,2           |
| Résidences secondaires et logements occasionnels (en %) | 0,6         | 1,8  | 9,7            |
| Logements vacants (en %)                                | 5,9         | 7,4  | 8,1            |

### Voies de communication et transports
Sur la D47 (Arleux, chef-lieu de canton ; Bugnicourt, Auberchicourt, Marchiennes)
La commune est desservie par les lignes 19, 20 et 115 du réseau urbain Évéole ainsi que par la ligne 828 du réseau interurbain Arc-en-Ciel 3.

## Toponymie
En 965 Mosterolcurt : titre de l'Abbaye de St-Ghilain. 1147 Monasterrioli curia: cartulaire de l'Abbaye de Saint-Vaast. 1169 Monsterelli curia : cartulaire de l'Abbaye de Saint-Vaast. 1171 Manicurt : charte de Robert de Béthune (Brequigny). 1184 Manchicourt : charte d'Hugo d'Oisy. 1232 : titre de l'Abbaye de Saint-Aubert. 1247 Mauchicourt : titre de Saint-Amé. 1296 Manchicourt : titre de Saint-Amé. 1349 Monstrencourt : pouillé du diocèse de Cambrai
D'après les cartes de Cassini, qui sont la référence des noms de communes françaises au XVIIIe siècle, Monchecourt portait alors le nom de Monchicourt.

## Histoire

### Moyen Âge
L'apparition du village de Monchecourt fait suite au défrichement des forêts qui bordent la Sensée. Son nom est cité pour la première fois en 1048 dans les archives de l'abbaye de Marchiennes.
Les premiers seigneurs appartiennent à la maison de Mancicurt (1048) puis passe aux maisons de Blondel (XVe siècle), de Lallaing (1425) et de Sainte-Aldegonde Noircarmes (1557). Au XVIIIe siècle, elles deviennent propriété du roi d'Espagne.

### Temps modernes
Avant la Révolution française, Monchecourt est le siège d'une seigneurie.

### Révolution française et Empire
Au moment de la Révolution française, l'église de Monchecourt est vendue comme bien national. Charles Henne, qui deviendra maire de la commune en décembre 1791, l'achète. Au lieu de chercher à tirer un bénéfice quelconque de son achat, (ex : en démolissant l'église pour vendre des matériaux), il maintient le bâtiment en bon état. À la suite de la signature en 1801 du régime concordataire français, la religion catholique peut de nouveau être exercée librement en France. Charles Henne donne alors l'église à la commune et le bâtiment retrouve sa destination initiale.

### Époque contemporaine
Au {{S-[XIX}}, le village se consacre à l'exploitation minière après la création de la compagnie d'Azincourt en 1840. Il s'agit de la seule commune de l'Arleusis à s'orienter vers l'industrie minière.
La gare de Monchecourt, sur la ligne d'Aubigny-au-Bac à Somain est mise en service en 1882 par la compagnie des chemins de fer de Picardie et des Flandres, puis exploitée par la compagnie des chemins de fer du Nord. La section de la ligne où se trouve la gare est déclassée en 1954 et 1960.

Monchecourt  au tout début du XXe siècle
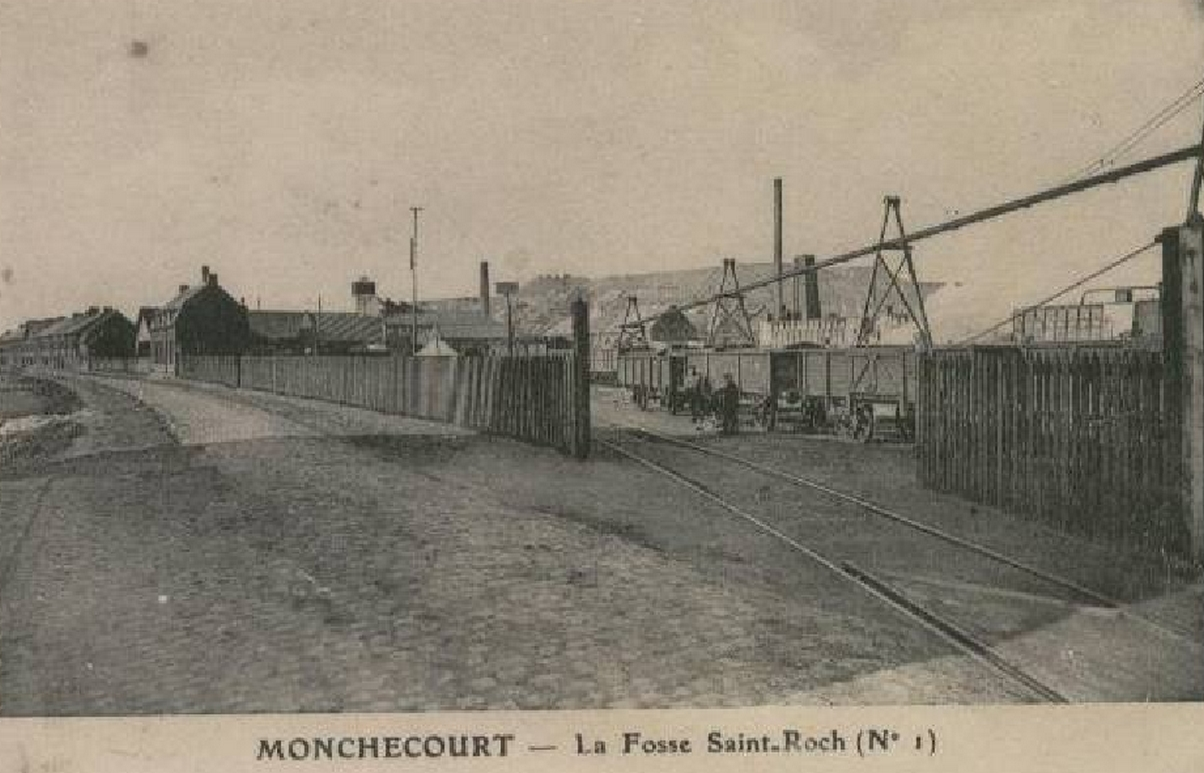
La Fosse Saint-Roch no 1
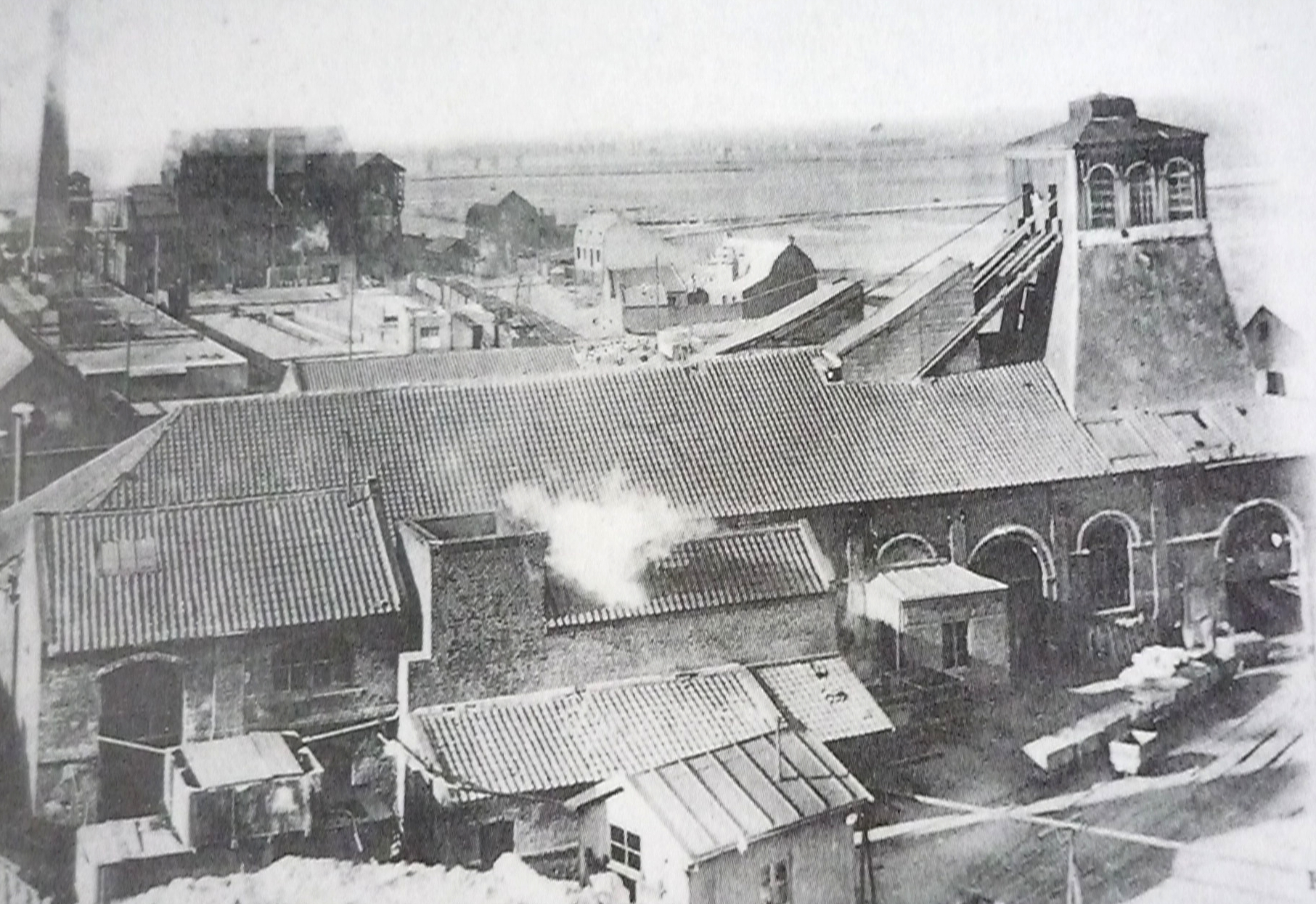
Autre vue de la même fosse.

## Politique et administration

### Rattachements administratifs et électoraux

#### Rattachements administratifs
La commune se trouve dans l'arrondissement de Douai du département du Nord.
Elle faisait partie depuis 1801 du canton d'Arleux. Dans le cadre du redécoupage cantonal de 2014 en France, cette circonscription administrative territoriale a disparu, et le canton n'est plus qu'une circonscription électorale.

#### Rattachements électoraux
Pour les élections départementales, la commune fait partie depuis 2014 du canton d'Aniche
Pour l'élection des députés, elle fait partie de la dix-septième circonscription du Nord.

### Intercommunalité
Monchecourt était membre de la  communauté de Communes de l'Est du Douaisis (CCED), un établissement public de coopération intercommunale (EPCI) à fiscalité propre créé fin 2000 et auquel la commune a transféré un certain nombre de ses compétences, dans les conditions déterminées par le code général des collectivités territoriales.
En 2006, cette intercommunalité prend le nom de communauté de communes Cœur d'Ostrevent puis, en 2025, se transforme en communauté d'agglomération sous la dénomination de communauté d'agglomération Cœur d'Ostrevent. La commune en est donc membre.

### Tendances politiques et résultats
Lors du premier tour des élections municipales le 15 mars 2020, vingt-trois sièges sont à pourvoir ; on dénombre 1 823 inscrits, dont 841 votants (46,13 %), 10 votes blancs (1,19 %) et 821 suffrages exprimés (97,62 %). La liste Bien vivre à Monchecourt menée par le maire sortant Jean Savary recueille 476 voix (57,98 %) et remporte ainsi dix-huit sièges au conseil municipal, contre trois pour la liste Monchecourt et vous de Pascale Bodart avec 206 voix (25,09 %) et deux pour la liste À l'écoute et au service de tous menée par Philippe Moine avec 139 voix (16,93 %),. Le confinement lié à la pandémie de Covid-19 retarde d'environ deux mois l'élection des maires par les nouveaux conseils municipaux. Le 23 mai, Jean Savary est élu pour un huitième mandat avec dix-huit voix sur vingt-trois, deux vont à Philippe Moine qui s'était également présenté. Il y a trois bulletins blancs.

### Liste des maires
| Période        | Période                        | Identité                 | Étiquette          | Qualité |
| -------------- | ------------------------------ | ------------------------ | ------------------ | --- |
| décembre 1790  | décembre 1791                  | François Mathieu Houriez |                    | |
| décembre 1791  | avril 1813                     | Charles Henne            |                    | |
| avril 1813     | février 1826                   | Henry Tréca              |                    | |
| mars 1826      | novembre 1831                  | Léopold Héroguez         |                    | |
| décembre 1831  | septembre 1840                 | Jean-Baptiste Momal      |                    | |
| octobre 1840   | 1855                           | Auguste Momal            |                    | |
| 1855           | juillet 1859                   | Antoine Parent           |                    | |
| septembre 1859 | janvier 1881                   | Louis Darthenay (père)   |                    | |
| janvier 1881   | décembre 1887                  | Augustin Dujardin        |                    | |
| décembre 1887  | août 1911                      | Louis Darthenay (fils)   |                    | |
| novembre 1911  | novembre 1919                  | Charles Darthenay        |                    | |
| décembre 1919  | mai 1925                       | Jules Després            |                    | |
| mai 1925       | avril 1929                     | Henri Masclet            |                    | |
| avril 1929     | mai 1935                       | Louis Chantreau          |                    | |
| juin 1935      | juillet 1937                   | Pierre Vaillant          |                    | Mort en fonction |
| octobre 1937   | mars 1938                      | Henri Masclet            |                    | Mort en fonction |
| juin 1938      | 1945                           | Jules Cambray            |                    | |
| avril 1945     | 1953                           | Julien Reco              |                    | |
| 1953           | novembre 1954                  | Auguste Bulté            |                    | Mort en fonction |
| janvier 1955   | mars 1977                      | Auguste Dransart         |                    | |
| mars 1977      | mars 2023,                     | Jean Savary,             | PS puis PG puis SE | Cadre retraité Vice président de la CC puis CA Cœur d'Ostrevent (2020 → ) Suppléant du député Marc Dolez (1997 → 2012) Démissionnaire |
| mars 2023,     | En cours (au 30 novembre 2023) | Jeanne Roman             |                    | Retraitée du commerce ou de l'artisanat                                                                                               |

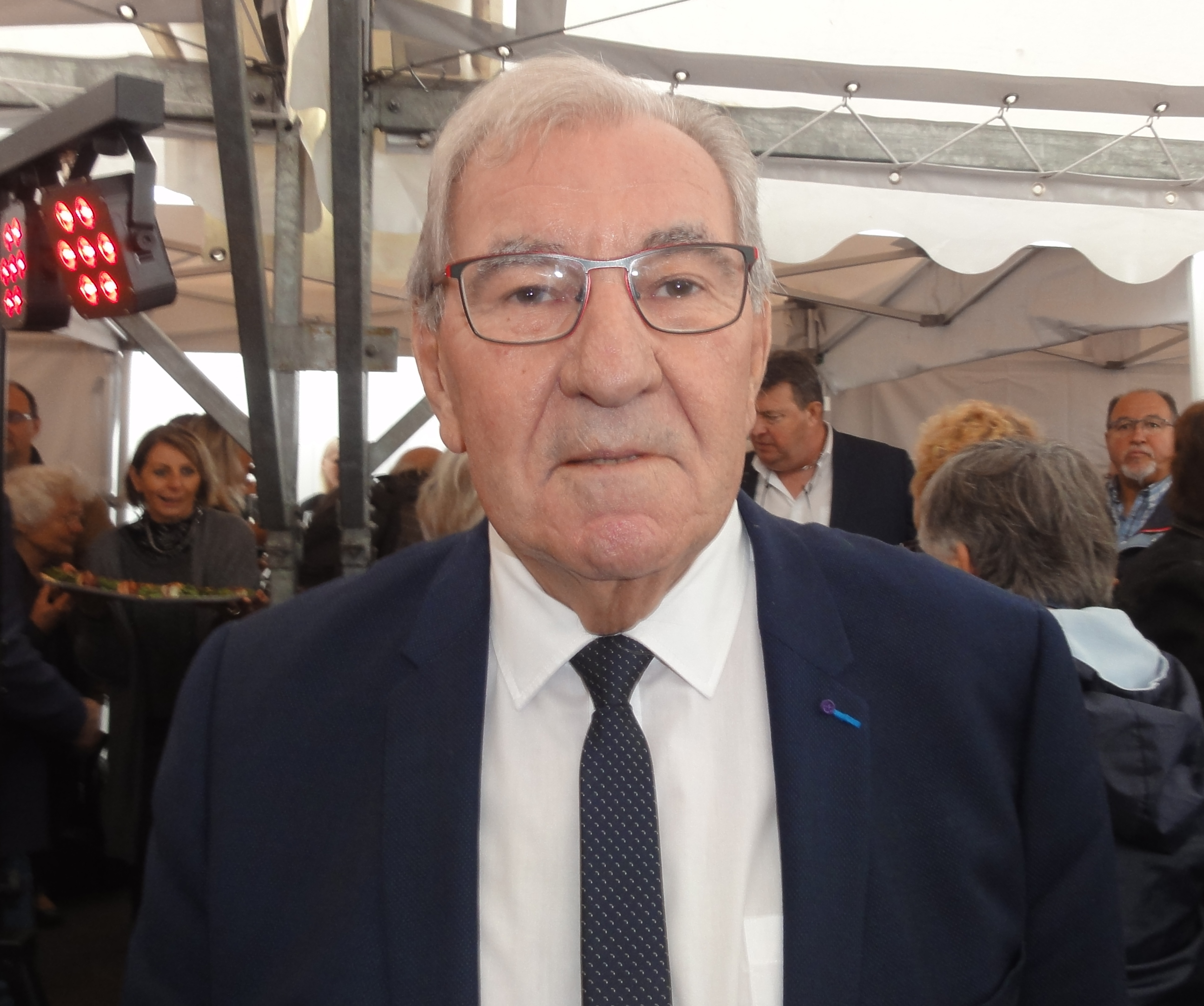
Jean Savary à Pecquencourt en octobre 2019.
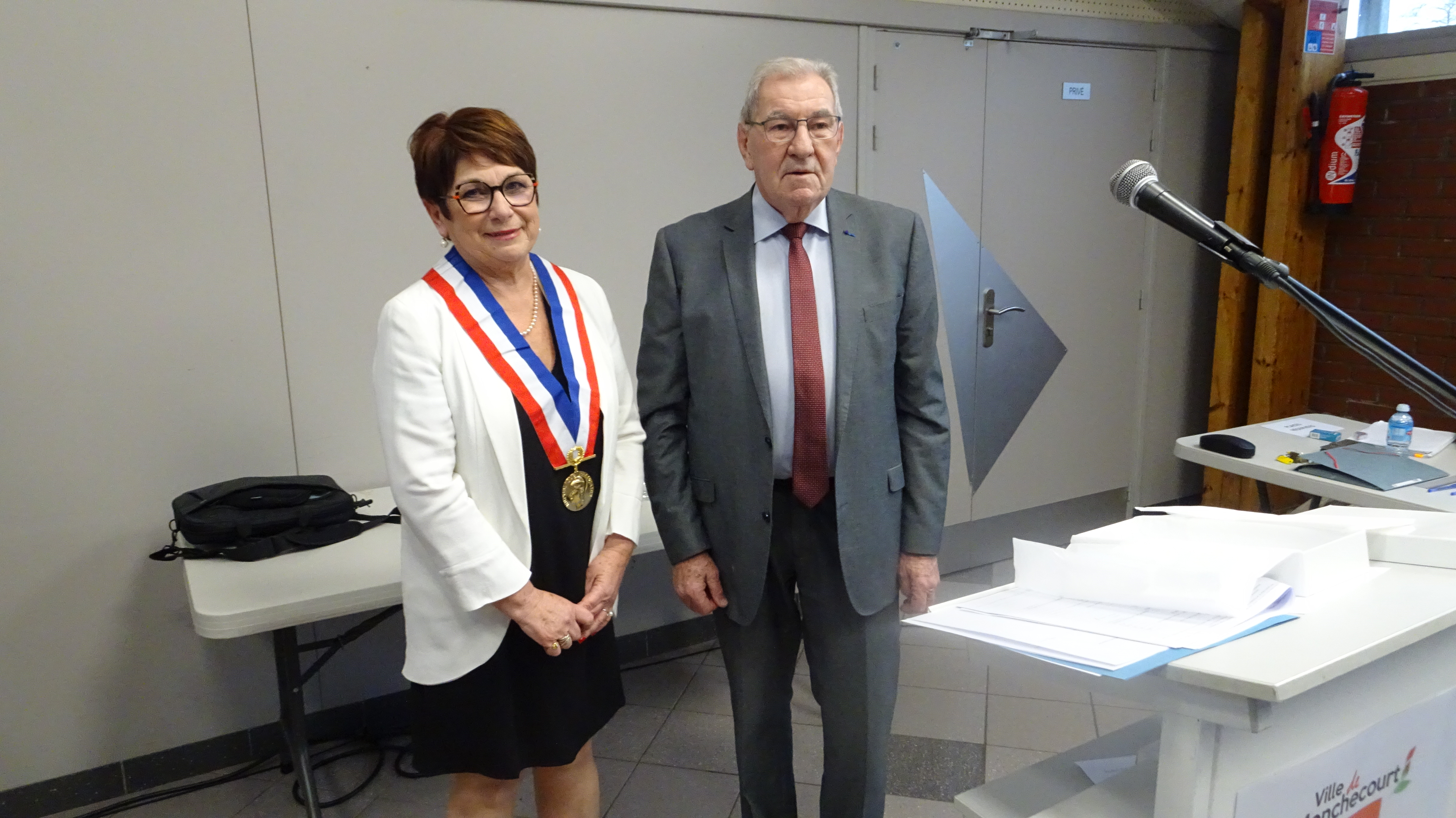
Jeanne Roman élue maire le 31 mars 2023 succède à Jean Savary.

## Population et société

### Démographie

#### Évolution démographique
L'évolution du nombre d'habitants est connue à travers les recensements de la population effectués dans la commune depuis 1793. Pour les communes de moins de 10 000 habitants, une enquête de recensement portant sur toute la population est réalisée tous les cinq ans, les populations de référence des années intermédiaires étant quant à elles estimées par interpolation ou extrapolation. Pour la commune, le premier recensement exhaustif entrant dans le cadre du nouveau dispositif a été réalisé en 2004.

En 2022, la commune comptait 2 488 habitants, en évolution de −0,2 % par rapport à 2016 (Nord : +0,51 %, France hors Mayotte : +2,11 %).
| 1793 | 1800 | 1806 | 1821 | 1831 | 1836 | 1841 | 1846 | 1851 |
| ---- | ---- | ---- | ---- | ---- | ---- | ---- | ---- | ---- |
| 409  | 416  | 512  | 564  | 662  | 700  | 729  | 702  | 620  |

| 1856 | 1861 | 1866 | 1872 | 1876  | 1881  | 1886  | 1891  | 1896  |
| ---- | ---- | ---- | ---- | ----- | ----- | ----- | ----- | ----- |
| 660  | 840  | 978  | 997  | 1 107 | 1 062 | 1 155 | 1 250 | 1 258 |

| 1901  | 1906  | 1911  | 1921  | 1926  | 1931  | 1936  | 1946  | 1954  |
| ----- | ----- | ----- | ----- | ----- | ----- | ----- | ----- | ----- |
| 1 352 | 1 470 | 1 715 | 1 714 | 2 102 | 2 211 | 2 153 | 2 013 | 2 020 |

| 1962  | 1968  | 1975  | 1982  | 1990  | 1999  | 2004  | 2006  | 2009  |
| ----- | ----- | ----- | ----- | ----- | ----- | ----- | ----- | ----- |
| 2 008 | 1 977 | 1 790 | 2 051 | 2 599 | 2 900 | 2 760 | 2 708 | 2 605 |

| 2014  | 2019  | 2022  | - | - | - | - | - | - |
| ----- | ----- | ----- | - | - | - | - | - | - |
| 2 507 | 2 521 | 2 488 | - | - | - | - | - | - |

#### Pyramide des âges
La population de la commune est relativement jeune.
En 2018, le taux de personnes d'un âge inférieur à 30 ans s'élève à 38,6 %, soit en dessous de la moyenne départementale (39,5 %). À l'inverse, le taux de personnes d'âge supérieur à 60 ans est de 23,0 % la même année, alors qu'il est de 22,5 % au niveau départemental.
En 2018, la commune comptait 1 243 hommes pour 1 269 femmes, soit un taux de 50,52 % de femmes, légèrement inférieur au taux départemental (51,77 %).
Les pyramides des âges de la commune et du département s'établissent comme suit.
| Hommes | Classe d’âge | Femmes |
| ------ | ------------ | ------ |
| 0,2    | 90 ou +      | 0,9    |
| 4,3    | 75-89 ans    | 6,2    |
| 17,2   | 60-74 ans    | 17,2   |
| 19,2   | 45-59 ans    | 19,9   |
| 19,4   | 30-44 ans    | 18,5   |
| 16,4   | 15-29 ans    | 17,0   |
| 23,4   | 0-14 ans     | 20,3   |

| Hommes | Classe d’âge | Femmes |
| ------ | ------------ | ------ |
| 0,5    | 90 ou +      | 1,4    |
| 5,3    | 75-89 ans    | 8,1    |
| 14,8   | 60-74 ans    | 16,2   |
| 19,1   | 45-59 ans    | 18,4   |
| 19,5   | 30-44 ans    | 18,7   |
| 20,7   | 15-29 ans    | 19,1   |
| 20,2   | 0-14 ans     | 18     |

## Culture locale et patrimoine

### Lieux et monuments
- L'église Saint-Nicolas initiale aurait été bâtie à la fin du XVIIe siècle et comporte alors trois nefs. Entièrement détruite par la Première Guerre Mondiale, elle est déplacée et reconstruite au centre du village en 1932 dans le style gothique. Seuls les fonts baptismaux de 1685 proviennent de l'ancienne église[16].
- Le cavalier d'Azincourt est une ancienne voie ferrée construite de 1922 à 1924 de sept kilomètres ayant appartenu à la compagnie des mines d'Azincourt, reliant la cokerie de Monchecourt à Usinor-Denain et qui passait par Monchecourt, Auberchicourt, Aniche, Émerchicourt, Abscon et Escaudain[36]. C'est aujourd’hui une voie verte entre Abscon à Auberchicourt[37]

- Un important terril est constitué de roches stériles issues de l'exploitation de la fosse Saint-Roch. En 1928, 150.000 tonnes de charbon y étaient produites et une centaine de four à coke fonctionnent en permanence. Le terril et la cokerie sont les derniers vestiges du passé minier de la commune[16].

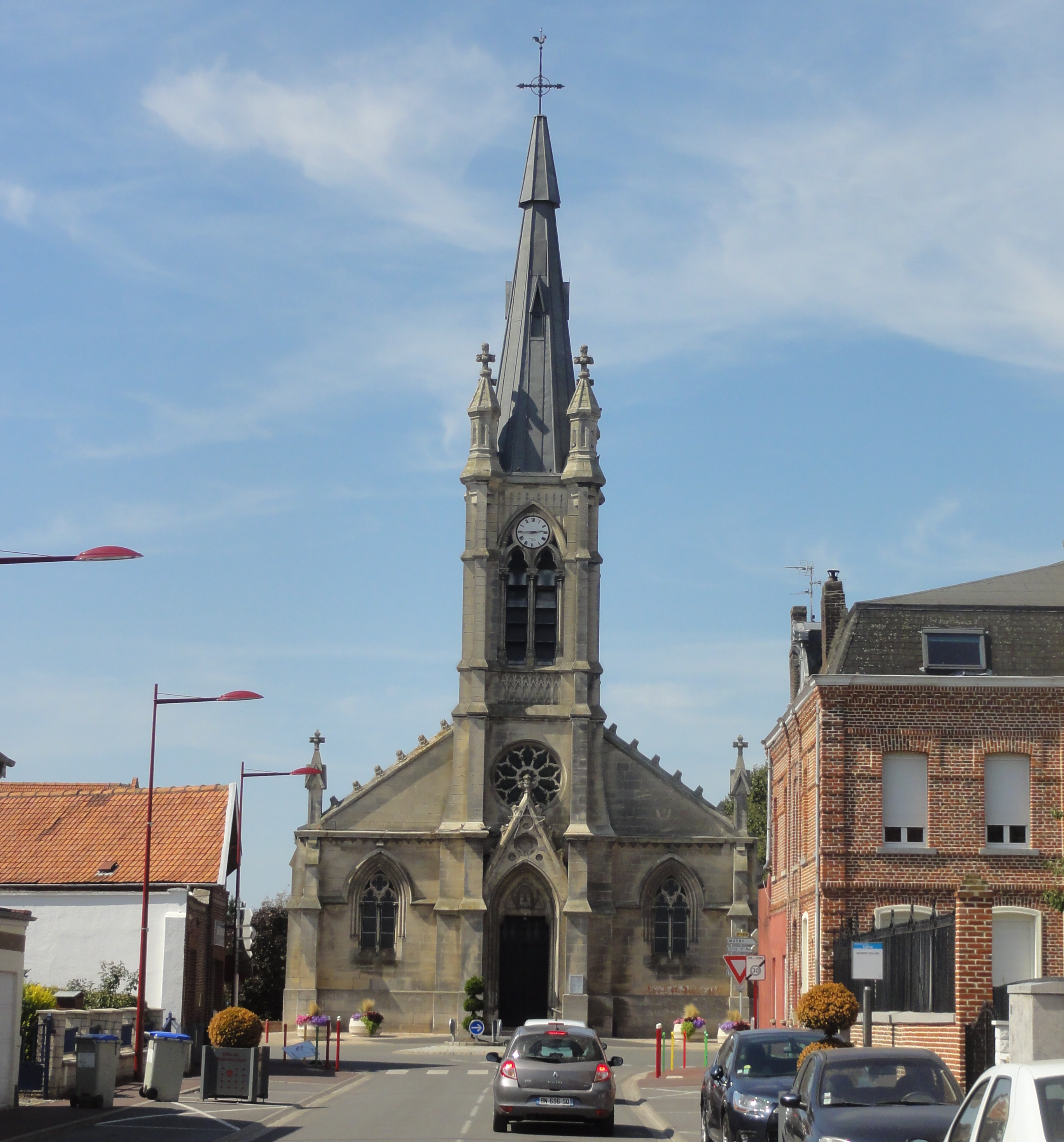
L'église Saint-Nicolas.
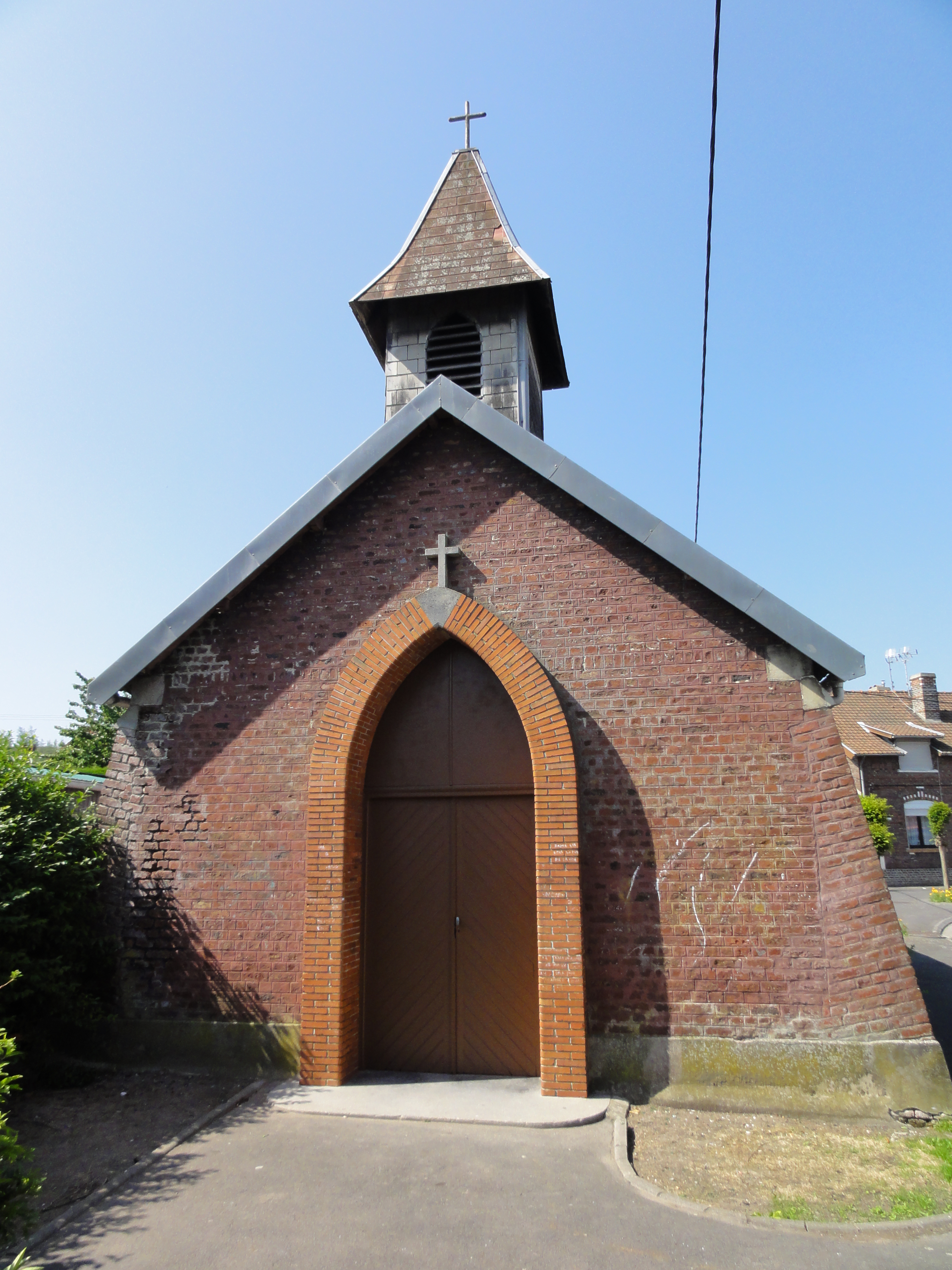
La chapelle des Cités de la Fosse n° 1 de la Compagnie des mines d'Azincourt.
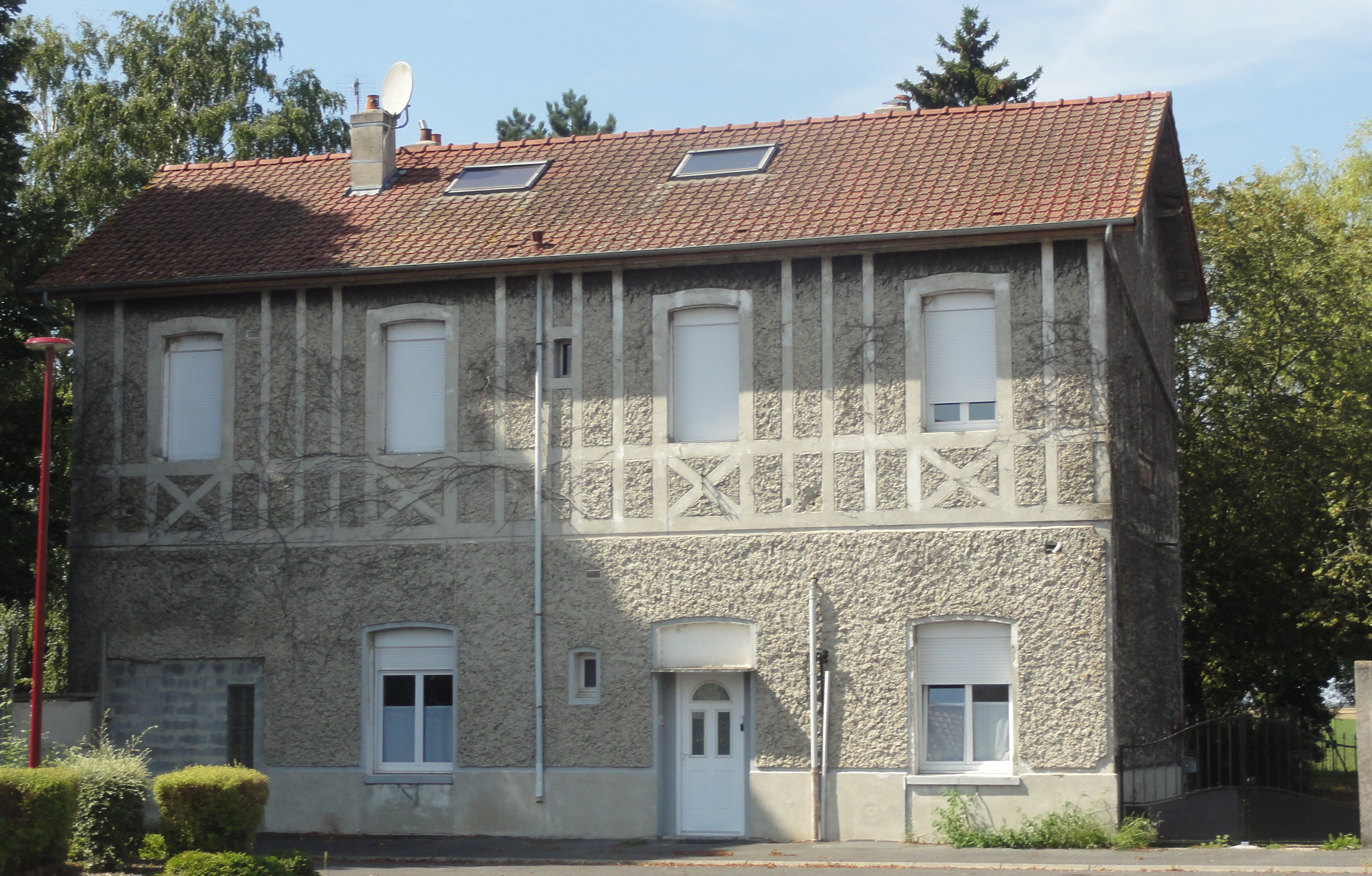
L'ancienne gare.

### Personnalités liées à la commune
- Roger Facon (1950- ), auteur français de romans policiers et fantastiques, y est né.

### Folklore
La commune possède un géant qui se nomme Arthur le Baudet,.

### Héraldique
| Blason de Monchecourt | Blason  | De gueules à trois chevrons d'argent. |
| Blason de Monchecourt | Détails |                                       |

## Pour approfondir